# Guapira psammophila
Guapira psammophila är en underblomsväxtart som först beskrevs av Carl Friedrich Philipp von Martius och Johann Anton Schmidt, och fick sitt nu gällande namn av Angely. Guapira psammophila ingår i släktet Guapira och familjen underblomsväxter. Inga underarter finns listade i Catalogue of Life.